# Datamec
Datamec foi uma empresa brasileira da tecnologia da informação. A empresa pertencia à Unisys.

## História
A Datamec foi fundada no dia 12 de novembro de 1959 por um grupo de profissionais da loja Bemoreira Ducal, que pretendiam padronizar o registro de informações dos clientes das lojas com o uso da máquina de mecanografia.
Em 1962, implantou o primeiro sistema de crediário do País, desenvolvido em computador de primeira geração. 
No início da década de 70, a Datamec elaborou para a Caixa Econômica Federal o projeto da Loteria Esportiva. Em 1975 a empresa criou e implantou o Sistema SIMUT, para controle e gerenciamento do Sistema Financeiro da Habitação. Entre 1976 a 1978, processou a apuração das eleições nos estados do Rio de Janeiro e de São Paulo.
Em fevereiro de 1978, em função de problemas administrativos e de gestão, a Datamec passa a ser controlada indiretamente pela União e vinculada à Caixa Econômica Federal.
No dia 23 de junho de 1999, em leilão de privatização realizado na Bolsa de Valores do Rio de Janeiro, a companhia norte-americana Unisys comprou a Datamec por R$ 83,65 milhões.
Em 31 de julho de 2016, a Datamec é incorporada pela Unisys, com a criação da Unisys do Brasil Ltda.